# Choral-Tempel
Der Choral-Tempel (auch Chor-Synagoge oder Choral-Synagoge, rumänisch Templul Coral) ist eine Synagoge im III. Sektor an der Strada Sfânta Vineri 9 in Bukarest. Mit jeweils 300 Plätzen für Männer und Frauen ist sie die größte Synagoge in Rumänien.

## Geschichte
Die Synagoge wurde nach den Plänen der Architekten Enderle und Freiwald von 1864 bis 1867 erbaut. Nach einem Erdbeben im November 1940 wurde die Synagoge im Januar 1941 durch die Eiserne Garde verwüstet, im Jahre 1945 restauriert und dient heute wieder der jüdischen Gemeinde als Gebetshaus. 2004 wurde das Gebäude unter dem Klassifizierungscode B-II-m-A-19672 in die rumänische Liste denkmalgeschützter Gebäude aufgenommen.

## Beschreibung
Als Vorbild diente der Leopoldstädter Tempel in Wien, der einer Reihe weiterer europäischer Synagogen im orientalischen Stil als Vorbild diente. Beispiele hierfür sind die Zagreber Synagoge, die Spanische Synagoge in Prag und die Tempel-Synagoge in Krakau.